# Établissement Transdev d'Ecquevilly
L'établissement Transdev d'Ecquevilly  est une entreprise de transport  de voyageurs d'Île-de-France appartenant au groupe Transdev. Elle est basée à Ecquevilly dans les Yvelines. Son territoire d'intervention concernait, dans les Yvelines, les communes des Mureaux, de Meulan-en-Yvelines, Ecquevilly, Bouafle, Chapet, Aubergenville, Maule, Noisy-le-Roi, Bailly, Feucherolles et Saint-Nom-la-Bretèche ainsi que, dans une partie du Val-d'Oise, celles de Banthelu à Cergy-Pontoise.

## Histoire
En date du 1er août 2021, les lignes 95-22, 95-23, 95-24 et 95-25 du réseau Busval d'Oise intègrent le réseau de bus du Vexin, les lignes 2, 5, 12, 13, 18 — hors tronçons transférés aux nouvelles lignes 28 et 38 —, 19 Express, 21 et 32 et le réseau Bus O'Mureaux intègrent le réseau de bus de Poissy - Les Mureaux, et les lignes 9, 10, 34 et 88 le réseau de bus du Mantois, en raison de l'ouverture à la concurrence de ceux-ci.
Les lignes 75 et 77 sont supprimées, tandis que la ligne 177 voit le jour, le 11 juillet 2022 dans le cadre de la mise en service de la ligne 13 du tramway d'Île-de-France.
Le 1er août 2023, les lignes 17, 71, 76 et 177 rejoignent le réseau de bus Grand Versailles.
Le 1er janvier 2024, les lignes 14, 17S, 28, 33, 38, 41, 170, 171, 172, 511 et 512 rejoignent le réseau de bus Centre et Sud Yvelines.

## Exploitation

### Entreprise exploitante
Le 3 mars 2011, le groupe Veolia Transport alors filiale de Veolia environnement, qui gérait l'entreprise, fusionne avec Transdev pour donner naissance à « Veolia Transdev ».
Deux ans plus tard, en mars 2013, le groupe étant endetté de plusieurs millions d'euros, celui-ci adopte le nom de Transdev à la suite du désengagement de Veolia environnement, détenteur de Veolia Transport.

### Dépôt
Les véhicules ont leur centre-bus à Ecquevilly, situé au no 4-6 rue de la Chamoiserie. Le dépôt a également pour mission d'assurer l'entretien préventif et curatif du matériel. L'entretien curatif ou correctif a lieu quand une panne ou un dysfonctionnement est signalé par un machiniste.

## Parc de véhicules interurbains

### Autocars
| Constructeur  | Modèle   | Nombre | Numéros de coquille | Période de mise en service          | Affectation                  | Observation |
| ------------- | -------- | ------ | --- | ----------------------------------- | ---------------------------- | ----------- |
| Irisbus       | Axer     | 6      | 06007-6009, 06048-06049, 06051 | février 2006 ; juin 2006            | réserve                      | —           |
| Irisbus       | Ares     | 1      | 06050 | juin 2006                           | Réserve                      | —           |
| Irisbus       | Crossway | 1      | 08057 | septembre 2008                      | —                            | —           |
| Irisbus       | Arway    | 3      | 08167-08169 | décembre 2008                       | —                            | —           |
| Mercedes-Benz | Tourismo | 2      | 09153-09154 | décembre 2009                       | —                            | —           |
| Mercedes-Benz | Intouro  | 51     | 11524-11525, 12101, 12103-12105, 12113, 12311, 13017, 13020-13023, 14001-14006, 14010-14012, 1503-1507, 1601-1603, 1605-1606, 1702-1704, 1706-1709, 1804-1808, 1901-1907 | Entre décembre 2011 et juillet 2019 | 17,75,76,77,177, 511,17s,512 | —           |